# Meisa Kuroki
Satsuki Shimabukuro (島袋 さつき Shimabukuro Satsuki?, 28 de mayo de 1988), más conocida como Meisa Kuroki (黒木 メイサ Kuroki Meisa?) o Satsuki Akanishi (アカニシサツキ Akanishi Satsuki?) es una actriz, modelo y cantante japonesa nacida en Nago, Okinawa, Japón. Representada por la agencia Sweet Power, tiene un contrato con la discográfica Sony Music Japan. Hizo su debut en la actuación en el año 2004. Ha modelado para la popular revista de moda japonesa JJ, entre otras, y es la actual modelo para tierras japonesas de las marcas Epson y Giorgio Armani. Ha aparecido en numerosos programas de televisión, comerciales, películas y obras de teatro.

## Biografía

### Primeros años
Kuroki nació en Okinawa, Japón. Inició en el modelaje a una temprana edad, inicialmente desempeñándose exclusivamente para la revista JJ. Ingresó en la Escuela de Actuación de Okinawa, obteniendo un grado en artes dramáticas en el 2007.

### Actuación
Hizo su debut en el 2004 en la obra de teatro Atami Satsujin Jiken: Pyonyang Kara Kita Onna Keiji. Desde su debut ha participado en algunas obras más, de las que destacan producciones del manga Azumi en 2005 y 2006, el musical Endless Shock (2005), y más recientemente en Onna Nobunaga (2009) y Hiryuden 2010: Last Princess (2010). Kuroki hizo su primera aparición en televisión en el 2004 en la telenovela Medaka. Además ha aparecido en varias películas de cine como Crows Zero (2007), Assault Girls (2009) y Lupin III (2014).

### Carrera musical
El 21 de junio de 2008, su canción debut, "Like This", fue lanzada por el sello Studioseven Recordings, subsidiaria de Sony Music Japan. Su primer Ep, titulado Hellcat, fue publicado el 2009. Su segundo EP, Attitude, fue lanzado en enero de 2010. Su primer larga duración, titulado Magazine y publicado en el 2011, alcanzó la ubicación No. 6 en la lista de éxitos Oricon en su país.

### Modelaje
Adicionalmente a su trabajo con las revistas JJ y 25ans, Kuroki ha publicado dos libros de fotografías, uno de ellos con la actriz Maki Horikita. En 2009 fue nombrada como la imagen japonesa de Emporio Armani, apareciendo en numerosos eventos a nivel mundial de la marca. En 2010 fue escogida como la imagen de la línea cosmética L'Oréal en tierras japonesas.

## Discografía
- Magazine (2011)
- Unlocked (2012)

## Filmografía

### Cine
| Título                      | Año  | Rol             | Notas |
| --------------------------- | ---- | --------------- | ----- |
| Onaji Tsuki o Mite Iru      | 2005 | Emi Sugiyama    |       |
| Camus Nante Shiranai        | 2006 | Rei             |       |
| One Missed Call: Final      | 2006 | Emiri Kusama    |       |
| Tada, Kimi o Aishiteru      | 2006 | Miyuki Toyama   |       |
| Taitei no Ken               | 2007 | Botan           |       |
| Vexille                     | 2007 | Vexille         | Voz   |
| Crows Zero                  | 2007 | Ruka Aizawa     |       |
| Subaru                      | 2009 | Subaru Miyamoto |       |
| Crows Zero II               | 2009 | Ruka Aizawa     |       |
| Assault Girls               | 2009 | Gray            |       |
| Yazima Beauty Salon         | 2010 | Raspberry       |       |
| Space Battleship Yamato     | 2010 | Yuki Mori       |       |
| Andalucia: Megami no Hōfuku | 2011 | Yuka Shindō     |       |
| Kirin no Tsubasa            | 2012 | Ami Aoyama      |       |
| Lupin III                   | 2014 | Fujiko Mine     |       |
| Fist & Faith                | 2017 | Shibata Kiyoko  |       |

### Televisión
| Título                                       | Año       | Rol               | Notas            |
| -------------------------------------------- | --------- | ----------------- | ---------------- |
| Medaka                                       | 2004      | Asuka Yoshizumi   |                  |
| Honto ni Atta Kowai Hanashi                  | 2004      | Eriko Mitsuhashi  | Episodio 21      |
| Koisuru Nichiyōbi: Bungaku no Uta            | 2005      | Keiko Yokoyama    | Episodio 1       |
| Aru Ai no Uta                                | 2006      | Ruka Kashiwagi    |                  |
| Haikei, Chichiue-sama                        | 2007      | Naomi Karasawa    |                  |
| Byakkotai                                    | 2007      | Sayoko Asai       | Película para TV |
| Seitosho-kun                                 | 2007      | Yūko Sonoi        | Episodio 1       |
| One-Pound Gospel                             | 2008      | Ángela            |                  |
| Tobira wa Tozasareta Mama                    | 2008      | Yuka Usui         | Película para TV |
| Kaze no Garden                               | 2008      | Rui Shiratori     |                  |
| Dansō no Reijin: Kawashima Yoshiko no Shōgai | 2008      | Yoshiko Kawashima | Película para TV |
| Chance!: Kanojo ga Seikō Shita Riyū          | 2009      | Saori Tamaki      | Película para TV |
| Ninkyo Helper                                | 2009–2011 | Riko Yomogi       | 11 episodios     |
| Saigo no Yakusoku                            | 2010      | Yuriko Niimi      | Película para TV |
| Shinzanmono                                  | 2010–2011 | Ami Aoyama        | 10 episodios     |
| Iris                                         | 2010      | Seung-hee Choi    | Voz              |
| Shiawase ni Narō yo                          | 2011      | Haruna Yanagisawa |                  |
| Jiu: Keishichou Tokushuhan Sousakei          | 2011      | Motoko Isaki      |                  |

## Premios y nominaciones
| Año  | Premio                             | Categoría               | Película/Serie | Resultado |
| ---- | ---------------------------------- | ----------------------- | -------------- | --------- |
| 2007 | Golden Arrow                       | Novata del año          |                | Ganadora  |
| 2009 | Hashida                            | Novata del año          |                | Ganadora  |
| 2009 | Élan d'Or                          | Novata del año          |                | Ganadora  |
| 2009 | Nikkan Sports Drama                | Mejor actriz de reparto | Ninkyo Helper  | Nominada  |
| 2009 | The Television Drama Academy Award | Mejor actriz de reparto | Ninkyo Helper  | Ganadora  |
| 2009 | TV Life Drama Grand Prix           | Mejor actriz de reparto | Ninkyo Helper  | Ganadora  |